# Třída Caio Duilio (1876)
Třída Caio Duilio byla třída věžových bitevních lodí Italského královského námořnictva. Celkem byly postaveny dvě jednotky této třídy. Ve službě byly v letech 1880–1920. Jedna byla ve službě ještě za první světové války. Třída Caio Duilio představuje vůbec první bitevní lodě postrádající oplachtění a vyzbrojené pouze kanóny velké ráže. Zároveň to byly první italské bitevní lodě mající více než jeden lodní šroub.

## Stavba
Italský konstruktér Benedetto Brin navrhl plavidla vyzbrojená čtveřicí kanónů skutečně velké ráže 450 mm, přičemž původně měla být instalována děla mnohem slabší. Pancéřová ochrana se soustředila na centrální citadelu a na ní stojící dvě dělové věže. Celkem byly postaveny dvě jednotky této třídy. V letech 1873–1882 plavidla postavily italské loděnice Castellamare di Stabia a Arsenale di La Spezia.
Jednotky třídy Caio Duilio:
| Jméno       | Loděnice               | Založení kýlu | Spuštěna          | Vstup do služby | Poznámka                                                                              |
| ----------- | ---------------------- | ------------- | ----------------- | --------------- | ------------------------------------------------------------------------------------- |
| Caio Duilio | Castellamare di Stabia | 6. ledna 1873 | 8. května 1876    | 6. ledna 1880   | Roku 1909 vyřazena a odzbrojena, využívána jako plovoucí sklad paliva GM40.           |
| Dandolo     | Arsenale di La Spezia  | 6. ledna 1873 | 10. července 1878 | 11. dubna 1882  | Za první světové války sloužila při pobřežní obraně Brindisi a Valony. Vyřazena 1920. |

## Konstrukce

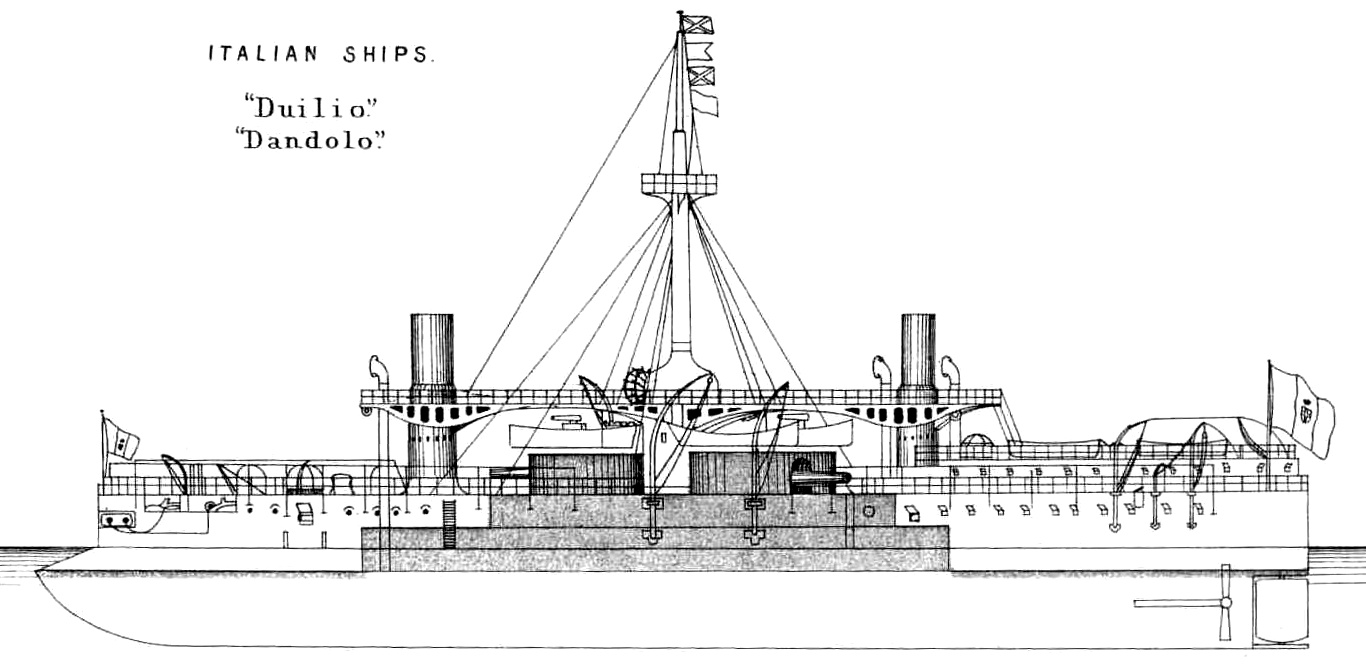
Základní uspořádání třídy

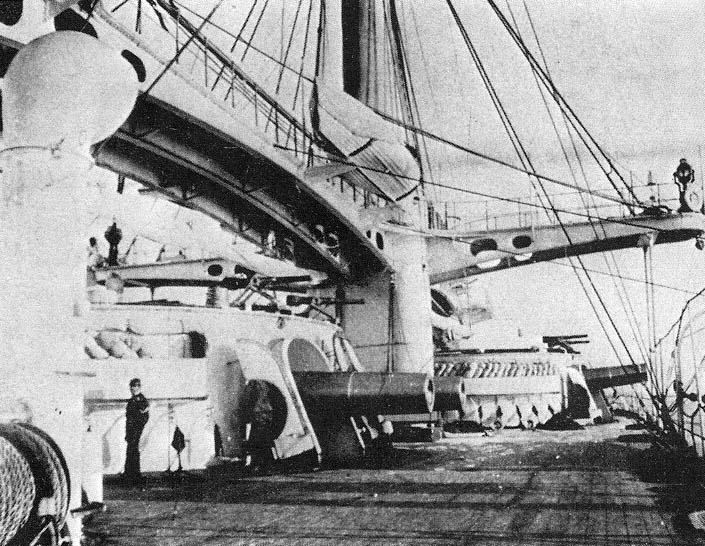
Dělové věže plavidla Caio Duilio

Hlavní výzbroj představovaly čtyři 450mm kanóny Armstrong, umístěné ve dvou dělových věžích ve střední části trupu. Každý kanón měl hmotnost 100 tun, přičemž projektil vážil 865 kg a rychlost palby byla jeden výstřel za 15 minut. Dělostřeleckou výzbroj doplňovaly ještě tři 350mm torpédomety. Prototypová jednotka Caio Duilio navíc nesla jeden malý torpédový člun Clio. Pohonný systém tvořilo osm kotlů a dva parní stroje o výkonu 7711 hp (Dandolo: 8045 hp), které poháněly dva lodní šrouby. Nejvyšší rychlost dosahovala 15 uzlů (Dandolo: 15,6 uzlu). Dosah byl 3760 námořních mil při rychlosti 10 uzlů.

### Modernizace
Roku 1890 byla výzbroj Caio Duilio posílena o tři 120mm kanóny. Roku 1900 byly instalovány ještě dva 75mm kanóny, osm 57mm kanónů a čtyři 37mm kanóny.
Bitevní loď Dandolo byla v letech 1895–1898 přestavěna podle návrhu Giacinta Pullina. Původní výzbroj byla odstraněna. Novou hlavní výzbroj tvořily čtyři 254mm kanóny v nových dvoudělových věžích chráněných 225mm pancířem. Doplňovalo je sedm 152mm kanónů, pět 120mm kanónů, šestnáct 57mm kanónů, osm 37mm kanónů, čtyři kulomety a čtyři 450mm torpédomety. Standardní výtlak klesl na 10 679 t a plný na 11 264 t. Posádku tvořilo 495 osob.